# INaturalist
iNaturalist è un social network e banca dati dedicato a naturalisti, biologi e scienziati dilettanti per l'osservazione, l'identificazione e la mappatura della biodiversità nel mondo. È disponibile in almeno 56 lingue.
Il software è in larga parte open source ed è gestito da un'omonima organizzazione no-profit statunitense con sede a San Rafael in California.

## Storia
iNaturalist è nato nel 2008 come progetto per il master di Ken-ichi Ueda, Nate Agrin e Jessica Kline presso la Scuola d'informazione dell'Università della California - Berkeley. Successivamente Agrin e Ueda hanno continuato a lavorare sulla piattaforma dopo gli sudi, coinvolgendo anche lo sviluppatore Sean McGregor e poi il biologo Scott Loarie nel 2011, col quale Ueda ha poi fondato iNaturalist, LLC.
Nel 2014 la piattaforma è divenuta un'iniziativa dell'Accademia delle Scienze della California, poi congiunta nel 2017 con la National Geographic Society. Dal 2016 è la principale applicazione attraverso cui si svolge il City Nature Challenge.
Nel 2023 iNaturalist è divenuto un'iniziativa indipendente gestita da un'omonima organizzazione no-profit 501(c)(3).